# Rekener Kuppen
Mit Rekener Kuppen werden die den Zentralteil des westmünsterländischen Naturraumes/Höhenzuges Hohe Mark nach Nordwesten erweiternden Höhenzüge Rekener Berge und Die Berge nebst ihrer südlichen Abdachung bezeichnet, vgl. naturräumliche Gliederung. 
Geologisch liegen sie auf den Halterner Sanden.